# بيتر ديجن
بيتر ديجن (مواليد 6 أبريل 1977)، هو لاعب كرة قدم دنماركي محترف سابق. لعب 25 مباراة وسجل ثلاثة أهداف لمنتخب الدنمارك الوطني لكرة القدم تحت 21 عاماً.

## السيرة الشخصية
ولد بيتر ديجن في إيبلتوفت، وبدأ مسيرته مع فريق الهواة المحلي إيبلتوفت إي إف في عام 1994. في عام 1996، انتقل إلى آرهوس جيمناستك فورينينغ (ايه جي إف) في دوري الدرجة الأولى الدنماركي سوبرليغا. حصّل تقدماً باهراً على المستوى الوطني في نهائي كأس الدنمارك عام 1996، عندما سجل الهدف الأول في الفوز 2-0 ضد نادي بروندبي. تم استدعاؤه لاحقاً لاختيار الشباب الوطني الدنماركي، ولعب 26 مباراة وطنية للشباب حتى ديسمبر 1999.
في فبراير 1999، اشترى نادي إيفرتون الإنجليزي ديجن في دوري الدرجة الأولى الإنجليزي الممتاز. لم ينجح أبداً في إيفرتون، فقد لعب أربع مباريات في الدوري كبديل في موسمين ونصف في النادي. تمت إعارته إلى ناديه السابق (ايه جي إف) في أكتوبر 2000، ولكن على الرغم من رغبة (ايه جي إف) في توقيع صفقة انتقال دائمة مع ديجن، لم يتمكنوا من الاتفاق على السعر مع إيفرتون. في يوليو 2001، عاد ديجن إلى الدنمارك، بعد أن وقّع عقداً لمدة أربع سنوات مع فريق الدرجة الأولى سوبرليغا نادي بروندبي.
خارج التشكيل، لم يجد ديجن الكثير من وقت اللعب في نادي بروندبي أيضاً. تمت إعارته إلى فيجلي بولدكلب في القسم الأول الدنماركي الثانوي في خريف 2002. ظهر لأول مرة في سبتمبر 2002، وسرعان ما حصل على مكان في تشكيلة فيجلي الأساسية.
في نهاية الموسم، لم يظهر بروندبي أي اهتمام باستخدام ديجن. تمت إعارته إلى فيجلي مرة أخرى، حيث تم تعيينه كقائد للفريق. بعد أن لعب أكثر من عام بقليل في فيجلي، عاد إلى دوري الدرجة الأولى سوبرليغا في يناير 2004، عندما تم شراؤه من قبل نادي سيلكيبورج.
في هذه الأيام، لا يزال بيتر نشيطاً بعض الشيء في كرة القدم، ويلعب الآن في أوقات فراغه لصالح نادي طفولته، إيبلتوفت إي إف. ويملك حانةً في إيبلتوفت.

## إنجازاته
- كأس الدنمارك : 1996

## روابط خارجية
- الملف الشخصي المنتخب الدنماركي
- باللغة الدنماركية الملف الشخصي AGF
- باللغة الدنماركية الملف الشخصي Brøndby IF
- باللغة الدنماركية الملف الشخصي Vejle BK
- إحصائيات المهنة ، من خلال راديو Danmarks
- الملف الشخصي ToffeeWeb